# صادق کرمیار

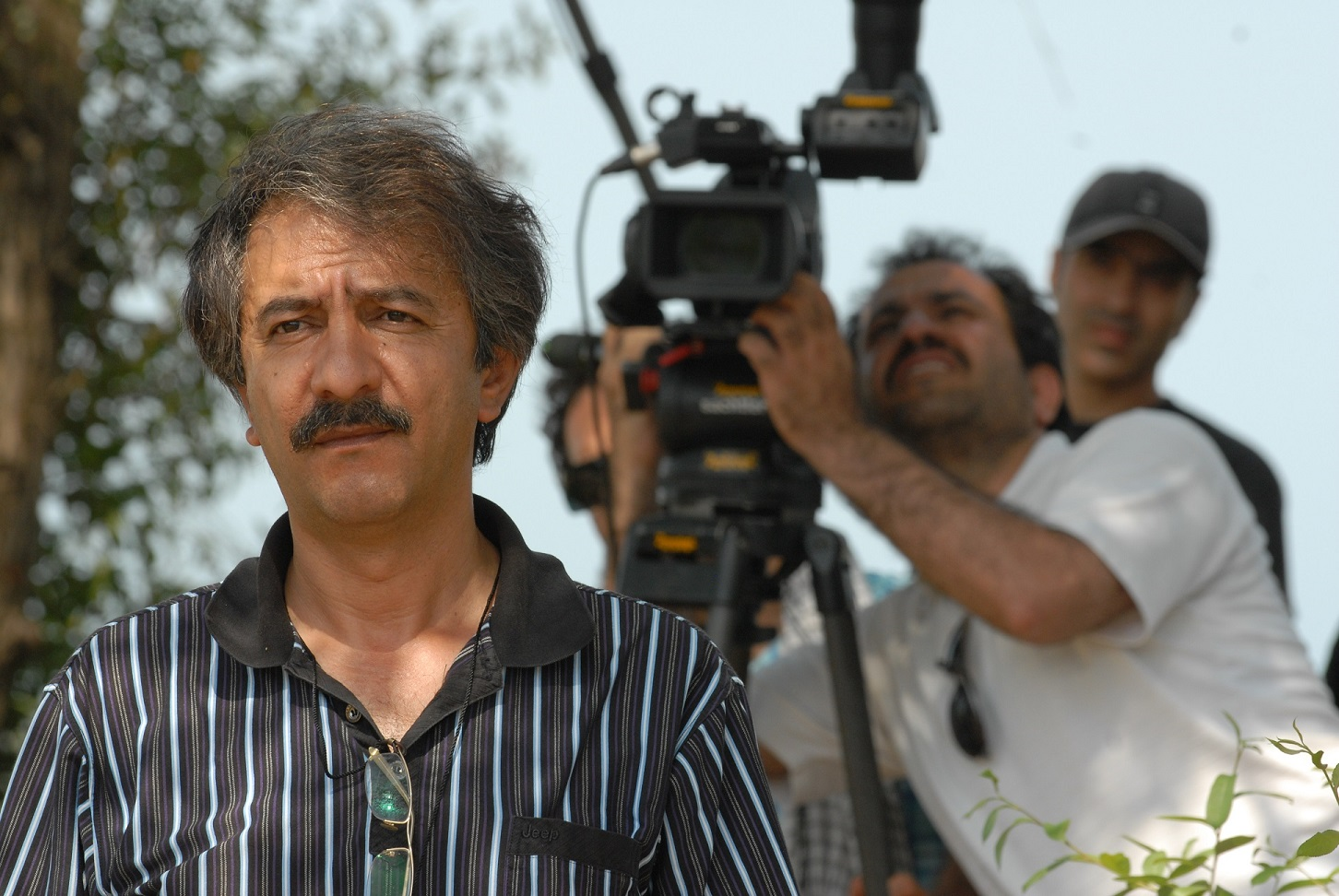
مجموعه تلویزیونی یک روزقبل - کارگردان: صادق کرمیار

صادق کرمیار (زاده ۱۳۳۸ در تهران) نویسنده و کارگردان ایرانی است و اصالتاً از طرف پدری ریشه در روستای ولیان در شهرستان ساوجبلاغ استان البرز و از طرف مادری ریشه در روستای دنبلید طالقان دارد.
کرمیار مسئول ویژه نامه «اطلاعات جبهه» در مناطق جنگی در سال‌های ۱۳۶۵ تا ۱۳۶۷ بود و از ۱۳۷۲ تا ۱۳۷۵ مسئولیت صفحه ادبی «جوانه‌های اندیشه» روزنامه اطلاعات و همچنین معاونت سردبیری نشریه سینمایی «مردم و سینما» وابسته به بنیاد سینمایی فارابی را نیز به عهده داشته‌است. کرمیار با نوشتن رمان‌هایی مانند «نامیرا» و «دشت‌های سوزان» و نیز کارگردانی سریال‌هایی همچون یک روز قبل و خاطرات مرد ناتمام شناخته می‌شود. وی که دارای گواهی‌نامه درجه یک هنری از وزارت فرهنگ و ارشاد اسلامی است، نگارش چندین رمان، فیلمنامه سینمایی و سریال‌های تلویزیونی و نیز کارگردانی چندین فیلم و سریال تلویزیونی را در کارنامه خود دارد. در عین حال بیش از پنج سال مدیریت ادبی و هنری در سازمان فرهنگی و هنری شهرداری تهران از دیگر فعالیت‌های کرمیار در عرصه‌های فرهنگی به‌شمار می‌رود.

## کتاب‌ها
1. «فریاد در خاکستر» (۱۳۶۹) مجموعه داستان‌های جنگ.
2. «انتقام در اردوگاه» (۱۳۷۰) مجموعه داستان نوجوانان.
3. نامیرا (۱۳۸۸) رمان انتشارات نیستان.[۵]
4. انتشار کتاب «غنیمت» (۱۳۸۹) رمان انتشارات نیستان.[۶]
5. انتشار کتاب «دشت‌های سوزان» (۱۳۹۰) رمان انتشارات نیستان.[۷]
6. انتشار کتاب «درد» (۱۳۹۲) رمان انتشارات عصر داستان
7. انتشار کتاب «حریم» (۱۳۹۵) رمان انتشارات نیستان
8. انتشار کتاب «مستوری» (۱۳۹۷) رمان انتشارات جمکران
9. انتشار کتاب «وامانده» (۱۳۹۹) رمان انتشارات نشر گستره
10. انتشار کتاب «شیدایی» (۱۴۰۰) رمان انتشارات جمکران

## فعالیت‌های سینمایی
1. نگارش فیلمنامه «اشک کوسه» (جنگی) ساخت ۱۳۷۳
2. نگارش فیلمنامه «سجده برآب» (جنگی) ساخت ۱۳۷۵
3. نگارش فیلمنامه «جان‌سخت» (اجتماعی) ساخت ۱۳۷۶

## فعالیت‌های رادیویی و تلویزیونی
1. نویسنده و سردبیر برنامه ادبی شبانه رادیو سراسری تحت عنوان «در انتهای شب».
2. نگارش فیلمنامه سریال داستانی «دریا در غربت» پخش از شبکه اول سیما.
3. نگارش فیلمنامه سریال داستانی «گارد ساحلی» پخش از مرکز خلیج فارس.
4. نگارش فیلمنامه سریال داستانی «ویروس ۲۰۰۰» پخش از شبکه دوم سیما در زمینه طنز اجتماعی.

## فعالیت‌های فرهنگی و هنری

### کارگردانی
1. نویسنده و کارگردان فیلمهای کوتاه «نشاط» «تولد»
2. نویسنده و کارگردان فیلمهای بلند سینمایی تلویزیونی همانند «زیارت»،[۸] «کرانه‌های کبود»،[۹] «رؤیا»[۱۰]

«خانه ساحلی»، «سیم آخر»، «بهانه‌های عاشقی» «وقت طلایی»
1. نویسنده و کارگردان سریال «یک روز قبل»
2. کارگردان سریال تلویزیونی «خاطرات مرد ناتمام» ۲۶ قسمت شبکه یک سیما

### مدیریت فرهنگی
1. مدیر مرکز آفرینش‌های ادبی سازمان فرهنگی و هنری شهرداری تهران از سال ۱۳۸۴ تا ۱۳۸۸
2. مدیر باشگاه نویسندگان و هنرمندان شهرداری تهران از سال ۱۳۸۵ تا ۱۳۸۹
3. طراح و مدیر جشنواره‌های ادبی و هنری همچون «جشنواره سراسری شعر ایران ما» «جشنواره طنز طهران» «جایزه نقد ادب و هنر»
4. عضو هیئت علمی هفتمین دوره جایزه ادبی جلال آل احمد.[۱۴]

## جوایز و تقدیرها
1. لوح تقدیر نخستین جشنواره جایزه هنر و ادبیات دفاع مقدس از سوی وزارت فرهنگ و ارشاد اسلامی در سال ۱۳۶۷
2. برگزیده نویسنده برتر جشنواره بنیاد شهید برای نگارش مجموعه داستان «فریاد در خاکستر» در سال ۱۳۷۰
3. برنده تندیس ویژه و لوح تقدیر برای بهترین فیلم جایزه سال پیامبر اعظم برای فیلم بلند سینمایی ویدئویی «زیارت» در جشنواره فیلم پلیس[۱۵] در سال ۱۳۸۵
4. لوح تقدیر بهترین فیلمنامه از جشنواره کوثر برای فیلمنامه «زیارت»[۱۶] در سال ۱۳۸۶
5. دیپلم افتخار بهترین فیلمنامه سریال «دریا در غربت» از جشنواره تولیدات صدا و سیما. در سال ۱۳۸۶
6. شایسته تقدیر[۱۷] در سومین دوره جایزه ادبی جلال آل احمد در سال ۱۳۸۹ برای نگارش رمان نامیرا[۱۸]
7. شایسته تقدیر در بیست و هشتمین دوره جایزه کتاب سال جمهوری اسلامی ایران در سال ۱۳۸۹ به خاطر نگارش رمان نامیرا[۱۹]
8. شایسته تقدیر به خاطر نگارش رمان نامیرا اثر برگزیده چهارمین جشنوارهٔ «کتاب دین و پژوهش‌های برتر».
9. نامزد رمان برتر[۲۰] در چهارمین دوره جایزه ادبی جلال آل احمد در سال ۱۳۹۰ برای نگارش رمان «غنیمت»[۲۰]
10. «دشتهای سوزان» برترین رمان سال ۱۳۹۰ در نظر سنجی پیامکی خبرگزاری مهر[۲۱]
11. «دشتهای سوزان» برنده کتاب سال دوازدهمین دوره جایزه ادبی شهید حبیب غنی‌پور در بخش رمان با موضوع آزاد.
12. دریافت گواهی‌نامه درجه یک هنری معادل مدرک دکتری از وزارت فرهنگ و ارشاد اسلامی در تیرماه سال ۱۳۹۲.[۲۲]
13. «درد» کتاب شایسته تقدیر برای دریافت لوح افتخار در شانزدهمین دوره کتاب سال دفاع مقدس در گروه ادبیات داستانی شاخه رمان.[۲۳]
14. «حریم» برگزیده کتاب سال رضوی در سال ۱۳۹۶[۲۴]
15. «مستوری» (۱۳۹۷) رمان انتشارات جمکران جایزه شهید اندرزگو بخش مردمی